# Jean de Heinzelin de Braucourt
Jean de Heinzelin de Braucourt (6 d'agost de 1920 - 4 de novembre de 1998), fou un geòleg belga, que va treballar principalment a l'Àfrica. Va treballar a les Universitats de Gant i de Brussel·les. Va obtenir fama internacional quan el 1960 va descobrir l'os d'Ishango.